# 清水光重
清水 光重（しみず みつしげ、1925年2月12日 - 1979年6月9日）は、暴力団・三代目山口組若頭補佐、清水組初代組長。
1925年、神戸市に生まれた。1950年頃、神戸で不良を集め清水会（後に清水組に改称）を結成。1953年、有名な鶴田浩二襲撃事件実行犯として逮捕される。その後、三代目山口組若頭であった地道行雄（地道組組長）の舎弟となった。地道組内で次第に頭角を現し、第一次頂上作戦に当たって兄弟分の柳川組組長・柳川次郎が服役した際には、組長不在で混乱していた柳川組の周辺処理のため帆走するなど利害調整面で活躍した。
三代目山口組（組長・田岡一雄）の直参に昇格した後の1971年には若頭補佐の要職に就いた。主に関西二十日会などの地盤のある西日本、九州方面に対する山口組本家の窓口としての役割を果たした。山健（若頭・山本健一）派とされる大平組と軋轢があったという説もある。剛毅だが よく人の言を容れる面があった人物とされ、関東でも人脈があったという。
1975年に二十日会の加盟団体である二代目松田組と山口組との「大阪戦争」が起きると、阪神の親分衆が和解の周旋をしている中で独自に動き組内の統制を乱したと詰問され断指した。
抗争終結後の1978年11月に若頭補佐の任を解かれ、翌年の1979年6月9日に病気のため亡くなった（享年54）。